# Holzthum
Holzthum (en luxemburguès: Holztem; en alemany: Holzthum) és una vila de la comuna de Parc Hosingen, situada al districte de Diekirch del cantó de Clervaux. Està a uns 42 km de distància de la ciutat de Luxemburg.

## Història
Abans de l'1 de gener de 2012, Holzthum formava part de la comuna de Consthum que es va dissoldre durant la creació de la nova comuna de Parc Hosingen.